# Litomyšl Slot
Litomyšl Slot er et af de største renæssanceslotte i Tjekkiet. Det ejes af den tjekkiske stat, og er beliggende i centrum af byen Litomyšl og blev erklæret på UNESCOs verdensarvsliste i 1999. Litomyšl Slot er et fremragende eksempel på en arkadeborg, en type bygning, der først blev udviklet i Italien og modificeret i de tjekkiske lande for at skabe en udviklet form af særlig arkitektonisk kvalitet. Højbarokke detaljer blev føjet til dette slot i det 18. århundrede.

## Historie
Byen Litomyšl udviklede sig i det 13. århundrede på handelsruten mellem Bøhmen og Mähren. I 1568 startede arbejdet med opførelsen af slottet, overvåget af Jan Baptista Avostalis og hans bror Oldřich. I 1580 var det meste af bygningen blevet bygget. Slottet tjente som domæne for Pernštejn-familien fra 1567 indtil husets sidste medlem, Frebonie, døde i 1646. Den berømte tjekkiske komponist Bedřich Smetana blev født i 1824 på Bryggeriet, en tilhørende bygning, ved siden af slottet.
I slutningen af 1700-tallet blev slottets interiør og grund restaureret i senbarokstil og er stadig bevaret i dag.

## Beskrivelse
Selve slottet har tre etager og har fire fløje arrangeret asymmetrisk. Den største er vestfløjen, mens den mindste er sydfløjen, et to-etagers arkadegalleri, der lukker sig om en firkantet gårdhave. Arkade- og krydshvælvingen fortsætter rundt om denne gårdhave. Den østlige fløj rummer slotskapellet, og den vestlige fløj rummer et teater, med scenedekorationer, maskineri og auditorium bevaret intakt.
Ud over slottet er der flere tilhørende bygninger, herunder Bryggeriet, der ligger syd for den større, udvendige gårdhave og oprindeligt er designet med sgraffito-dekorationer for at komplementere slottet. Efter en brand i 1726 blev den ombygget af den berømte barokarkitekt František Maxmilián Kaňka. Der er også en park i engelsk stil og en barokpavillon på slottets område.